# Herman Adlerberg
Herman Aleksandrowicz Adlerberg (ros. Герман Александрович Адлерберг, ur. 9 grudnia 1890, zm. w 1919 w Londynie) – rosyjski żeglarz, olimpijczyk.
Na regatach rozegranych podczas Letnich Igrzysk Olimpijskich 1912 wystąpił w klasie 8 metrów zajmując 5 pozycję. Załogę jachtu Bylina tworzyli również Johan Färber, Władimir Jelewicz, Władimir Łurasow i Nikołaj Podgornow.